# Opius transcaucasicus
Opius transcaucasicus är en stekelart som beskrevs av Fischer 2000. Opius transcaucasicus ingår i släktet Opius och familjen bracksteklar. Inga underarter finns listade i Catalogue of Life.